# Pixies
A Pixies egy amerikai alternatív rockzenekar, amit 1986-ban a Massachusetts állambeli Bostonban alapított Black Francis énekes-ritmusgitáros, Joey Santiago szólógitáros, Kim Deal basszusgitáros-vokalista és David Lovering dobos. A Pixies relatíve kevés kereskedelmi sikert ért el hazájában, ugyanakkor az Egyesült Királyságban és Európa egyéb országaiban nagy népszerűségre tett szert. A zenekar 1993-ban feloszlott, majd 2004-ben ismét összeállt.
A zenekar zenei világa több stílusból is merítkezik, így egyaránt megtalálhatóak az indie rock, a pszichedelikus rock, a noise rock és a surf rock egyes elemei. Black Francis, a Pixies énekese és szövegírója műveiben gyakran ír azonosítatlan repülőtárgyakról, szürreális eseményekről, vérfertőzésről és bibliai erőszakról.
Sokan ehhez a zenekarhoz kapcsolják az 1990-es években lezajlott alternatív rockzenei kiteljesedés kezdetét. Kurt Cobain maga is nyilatkozta, hogy a Nirvana erőteljesen merítkezik a Pixies zenéjéből, a Smells Like Teen Spirit pedig szerinte egyenesen egy Pixies-lopás. A feloszlást követő években a Pixies kultusza megerősödött, és az újraegyesülés óta több koncertturnét is szerveztek.

## Diszkográfia
- Surfer Rosa (1988)
- Doolittle (1989)
- Bossanova (1990)
- Trompe le Monde (1991)
- Indie Cindy (2014)
- Head Carrier (2016)
- Beneath the Eyrie (2019)

## Külső hivatkozások
- A zenekar hivatalos oldala
- Pixies a 4AD oldalán
- Thrashin's Pixies Page - Régóta működő rajongói oldal